# Panthera tigris tigris
El tigre de Bengala  (Panthera tigris tigris), también conocido como tigre de Bengala real o tigre indio, es una subespecie de tigre que habita en la India, Nepal, Bangladés, Bután, Birmania y Tíbet. Es la subespecie más numerosa y conocida de tigre, y se encuentra en una gran variedad de hábitats, incluyendo sabanas y bosques tropicales y subtropicales. Su pelaje es generalmente de color naranja o leonado. Existe una mutación genética que produce que la piel naranja del tigre sea sustituida por el color blanco; a estos tigres se les conoce como tigres blancos. Una mutación aún más rara (de la que existen menos de cien ejemplares, todos en cautiverio), se conoce como tigre dorado. El tigre es un animal nacional en la India y Bangladés.
En 2017 un equipo de investigadores pertenecientes a la UICN publicó una nueva clasificación taxonómica de la familia felidae en la que solo reconocía dos subespecies de tigres, el tigre de Asia continental (Panthera tigris tigris), que agrupa al tigre de Bengala, siberiano, de Indochina, sur de China, malayo, así como el tigre extinto del Caspio y los tigres de la Sonda (Panthera tigris sondaica) que agrupa al tigre de Sumatra así como a los ya desaparecidos tigres de Java y Bali. Esta evaluación se basa en una extensa revisión de publicaciones recientes sobre la morfología del tigre y su filogeografía.

## Galería

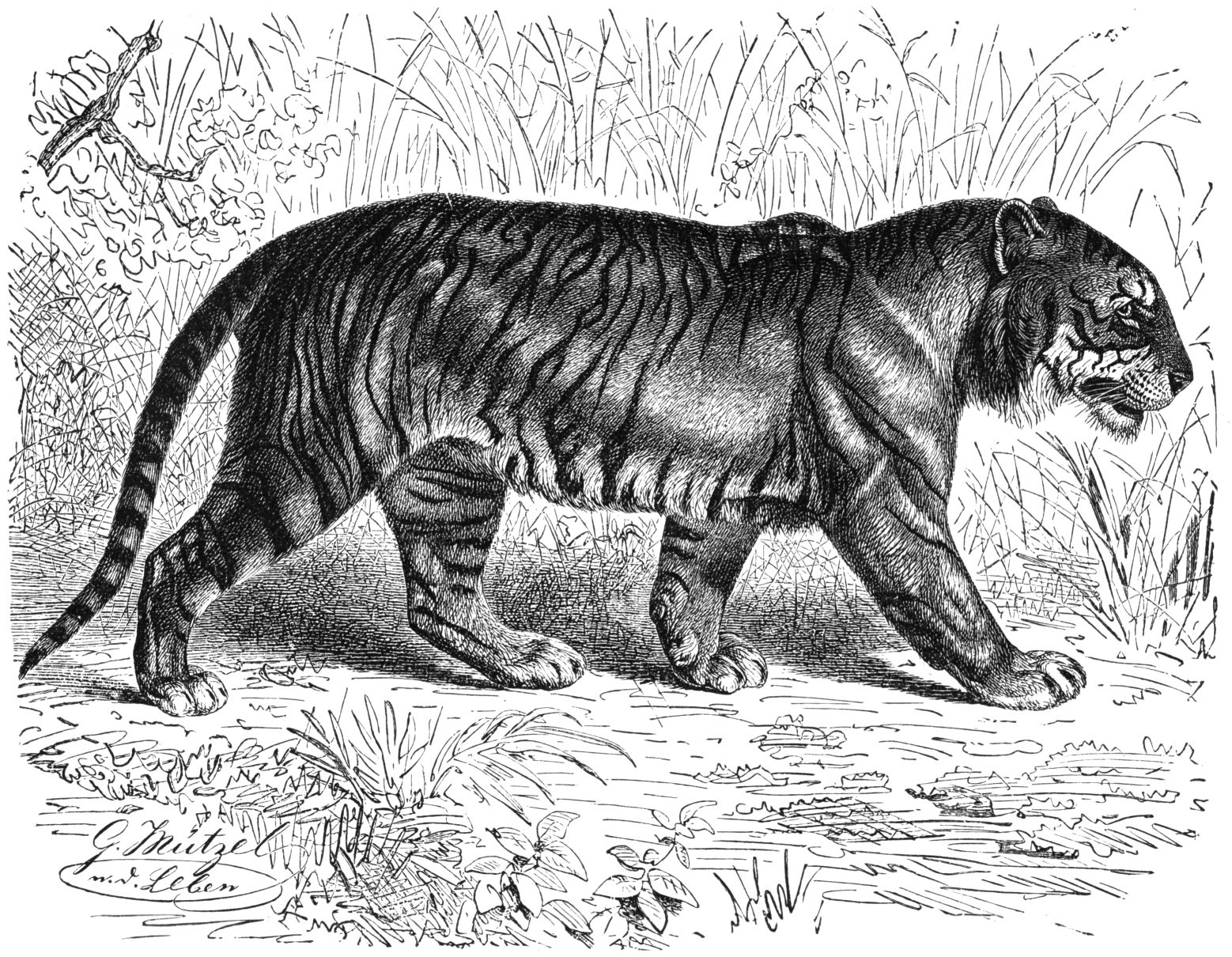
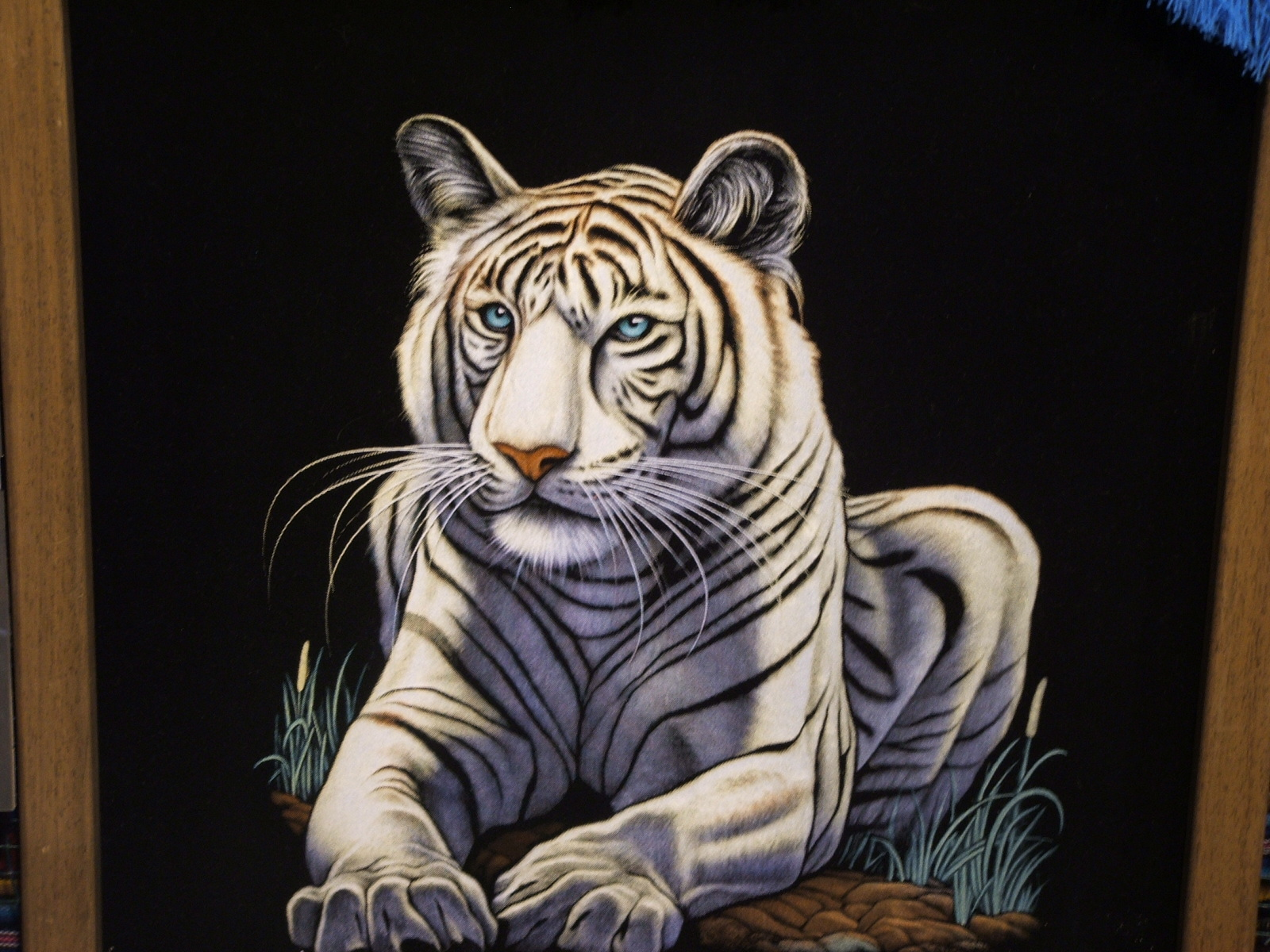
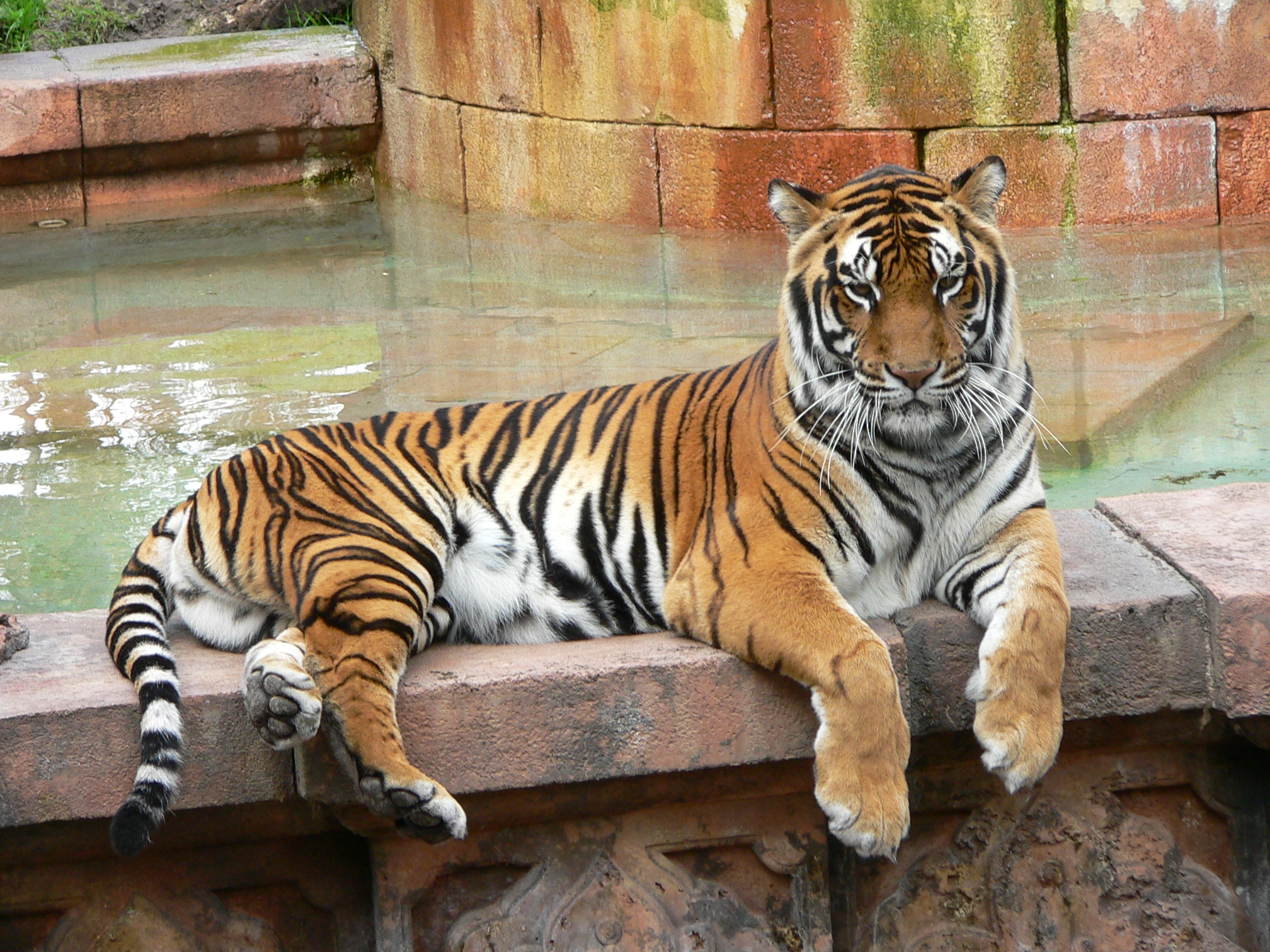
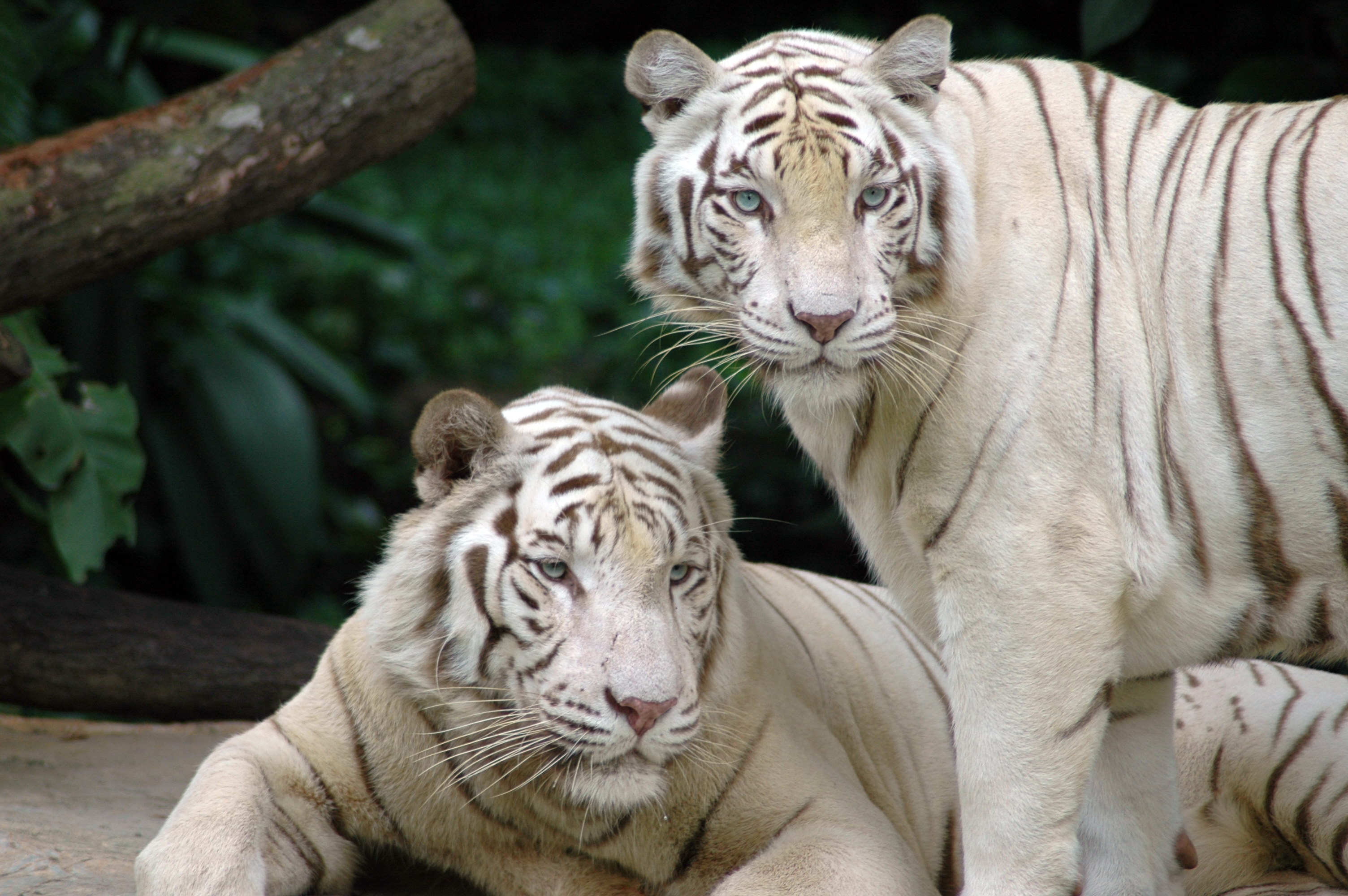

## Características

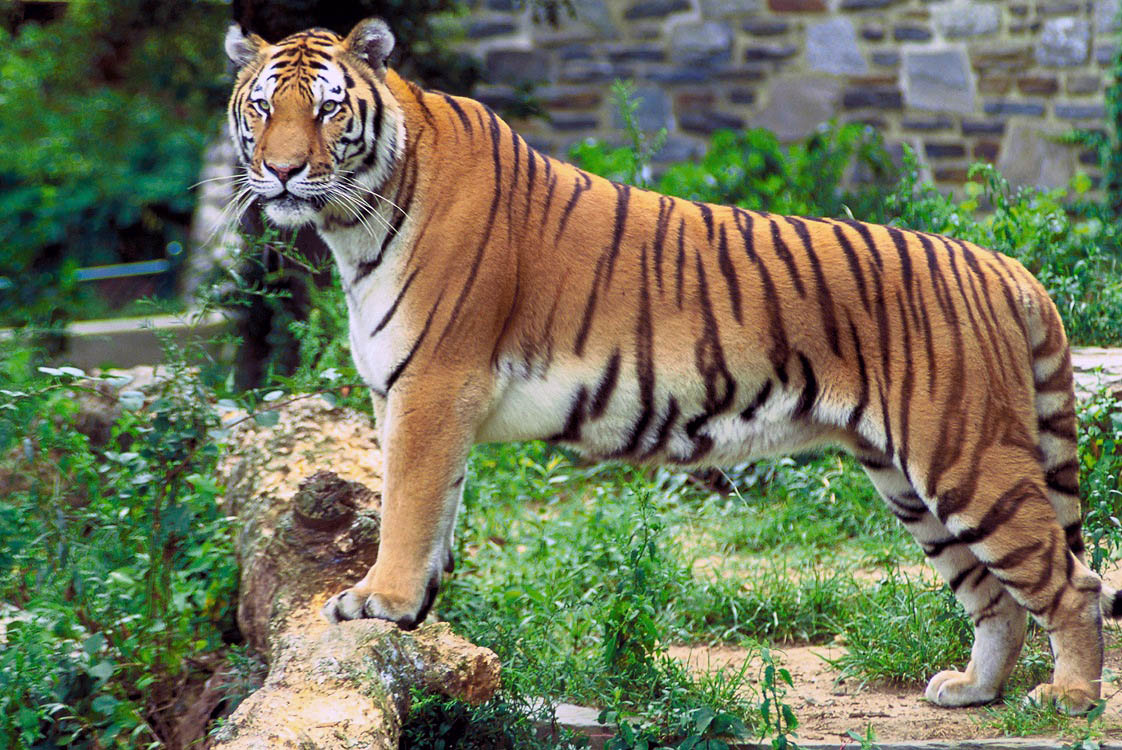
Tigre de Bengala rampante.

Anteriormente se le consideraba la segunda subespecie en tamaño, detrás del tigre siberiano (P. tigris altaica). Sin embargo estudios recientes sugieren que en la actualidad esta podría ser la subespecie de mayor tamaño. La longitud total de los machos es de 270-310 cm, mientras que la de las hembras es de 240-265 cm; la cola mide unos 85-100 cm de largo y la altura a los hombros es de 90-110 cm. El peso depende de la región; algunos tigres están por debajo de los 100 kg mientras que otros llegan a los 230 kg en el caso de los machos. En Chitwal siete tigres macho arrojaron un promedio de 221 kg. Sin embargo, aquellos machos que habitan el Centro de India, tienen un peso de entre 160 a 233 kg, y un promedio de 190 kg para los machos y de 131 kg para las hembras. Aun así, se conoció un gran macho del parque nacional Ranthambore, de nombre Ustad (T24), al que se le adjudica la muerte de cuatro personas entre 2010 y 2015, que llegó a los 250 kg de peso.
El tigre de Bengala más pesado, confirmado en los récords de caza, fue un macho de 258.6 kg, cazado al norte de India en 1938. Sin embargo los machos más pesados, registrados por científicos hasta ahora, son dos tigres (M105 y M026) de más de 270 kg, capturados en Nepal, en 1980 y 1984, respectivamente. El tigre de Bengala más grande, medido entre las curvas, fue un macho cazado por Archibald Dunbar Brander, que alcanzó los 221 cm de longitud cabeza-cuerpo, con una circunferencia de pecho de 150 cm, una altura a los hombros de 109 cm y una cola de tan solo 81 cm, probablemente cercenada por un macho rival. Si bien este ejemplar no pudo ser pesado, se calculó que su masa corporal no sería menor de los 272 kg.
Según los Récords Mundiales Guinness, el tigre de Bengala de mayor tamaño conocido fue un gran macho cazado en 1967; midió 322 cm de largo total en línea recta (338 cm entre las curvas del lomo) y pesó 388.7 kg. Aunque esto no se considera un peso científicamente correcto dado que sus medidas no coinciden con su peso y en las fotos el tigre no goza de gran tamaño, así que es muy posible que su peso real sea mucho más bajo, el ejemplar fue cazado al norte de India por David Hasinger, un industrial de Filadelfia. Actualmente[¿cuándo?] este ejemplar se encuentra exhibido en el Instituto Smithsoniano, en el salón de los Mamíferos. A principios del siglo XX se reportaron ejemplares machos que alcanzaron los 360 cm de longitud total; sin embargo no existe corroboración científica de tales tamaños y lo más probable es que fueran medidos sobre las curvas del lomo.

## Ciclo de vida y estructura social
Como todos los tigres, los de Bengala son animales solitarios y generalmente no viven en grupos, a excepción de las hembras, que viajan con sus crías en grupos de tres o cuatro. Los machos cuidan un territorio donde viven varias hembras con las que se aparean. Los machos y las hembras solo se reúnen durante la época de reproducción, si bien se han mencionado casos de machos que alimentan a sus crías cuando la madre ha fallecido. La mayoría de las crías nacen entre febrero y mayo, y tras una gestación de entre noventa y ocho y ciento ocho días, dan a luz una camada de uno a seis cachorros (normalmente de dos a cuatro) de 1,1 kg de peso. La esperanza de vida para los tigres de Bengala machos es de entre diez y doce años, mientras que para las hembras es un poco más larga; aunque una tigresa del parque nacional de Ranthambore (India) conocida como Machli murió en agosto de 2016 a la avanzada edad de diecinueve años. Algunos ejemplares en cautividad pueden llegar a vivir hasta veintiséis años. Aproximadamente el 25 % de los tigres macho del parque nacional de Kanha mueren en luchas con otros tigres.[cita requerida]

## Reproducción
Los tigres de Bengala son individuos que realizan la mayor parte de sus actividades solos, excepto la reproducción; no existe una temporada obligatoria de apareamiento y nacimiento pero gran parte de las crías nacen en los meses de diciembre y abril. Los machos y hembras sólo se unen en los periodos reproductivos. El celo difiere según las condiciones climáticas de la zona en que habitan. La reproducción es vivípara y la gestación dura entre noventa y tres y ciento doce días. La madurez sexual del tigre la alcanza a los cuatro o cinco años de edad. La madre permanece junto a sus cachorros, que nacen con los ojos cerrados, durante casi dos años, enseñándoles todos los secretos de la caza y la supervivencia. La camada es de entre uno a seis cachorros. Entre los cinco y lo seis meses de edad comienzan a cazar y a los dos o tres años inician la aventura de la vida solitaria. 
El intervalo entre los partos de las tigresas estudiadas fue de treinta y tres meses, sin mucha diferencia entre los sexos de las crías, aunque la cantidad de cachorros macho fue ligeramente mayor. El intervalo entre los nacimientos de cachorros de los tigres de Ranthambore es significativamente mayor que el plazo que existe entre otras poblaciones de tigres estudiadas como las del parque nacional de Chitwan en Nepal, donde el intervalo entre nacimientos fue de veintiún meses o la Reserva de tigres Pench en India, donde es de veinticinco meses. Según los investigadores que participaron en el estudio este plazo más largo entre alumbramientos podría deberse a las condiciones climáticas adversas presentes en Ranthambore durante el verano y a las bajas precipitaciones anuales (800 mm al año); sin embargo el tamaño de las camadas es similar al de otras poblaciones de tigre (uno a tres cachorros). La tasa de mortalidad en los cachorros de hasta doce meses de edad monitoreados en el estudio fue baja (de 15%) en contraste con los índices de mortalidad en cachorros de ambientes más tropicales (hasta 34%), mientras que los tigres juveniles de entre doce y veinticuatro meses de edad tuvieron un índice de mortalidad del 6% en Ranthambore y un 17% en otras regiones.

## Dieta

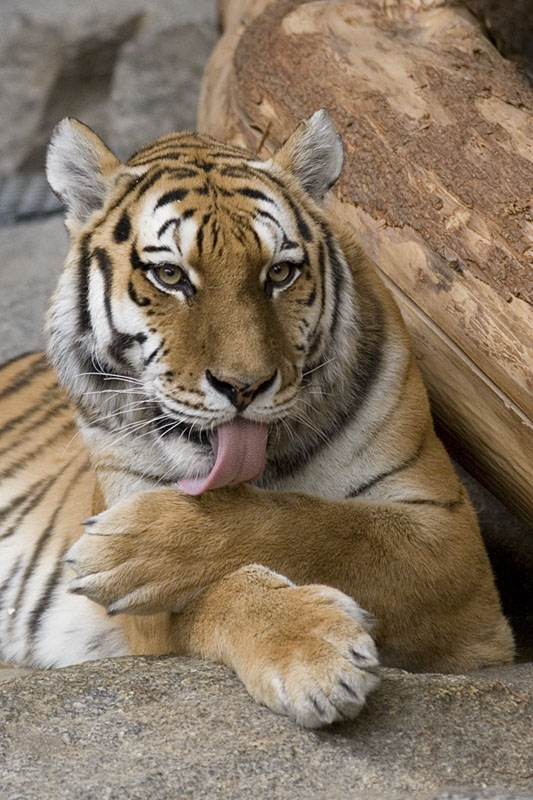
Panthera tigris tigris

Los tigres son carnívoros y cazan desde pavos reales hasta búfalos asiáticos y gaures (incluyendo los grandes machos que alcanzan los 1000 kg de peso), pasando por toda una gama de presas que incluye monos, jabalíes, nilgos, chitales, tapires y antílopes. Se han reportado casos más raros en que los tigres han atacado a crías de rinoceronte y elefante, e incluso de individuos que fueron capaces de abatir y devorar a otros grandes carnívoros como leopardos y osos bezudos. Mucho más raros son los ataques contra humanos, aunque hasta hace un siglo se sucedían con cierta frecuencia. Se calcula que solo en Bangladés se producen unos cien ataques al año.

## Hábitat
La mayor parte de tigres de Bengala, casi un tercio de la población mundial de estos grandes felinos, habita en la India y Bangladés. Los parques nacionales de estos países, como Sundarbans y Ranthambore, albergan la mayor parte de estos. También hay una población importante en Nepal, principalmente en el parque nacional de Royal Chitwan.

## Pelaje
Su pelaje superior es de color naranja rojizo con rayas negras o grises, mientras las partes inferiores son blancas. Debido a una mutación genética, algunos tigres en vez de tener pelos naranja, los tienen en color blanco. Por este motivo se los llama «tigres blancos». Otros, en cambio, son conocidos como tigres dorados, producto de otra mutación, pero estos solo son vistos en cautiverio.

## Conservación del tigre de Bengala
El acelerado crecimiento de la población humana en el mundo ha hecho que el tigre de Bengala se vea amenazado en su propio hábitat natural. Son abatidos por cazadores furtivos, argumentando que representan un peligro para el hombre, pero al mismo tiempo aprovechan sus pieles o sus cuerpos enteros para ser disecados. Organizaciones mundiales como el Fondo Mundial para la Naturaleza trabajan para detener la caza furtiva y reducir los constantes peligros a los que dicho animal se expone. Para 2014 la población del tigre de Bengala en la India era de alrededor de 2226 individuos.
El tigre de Bengala (Panthera tigris tigris) es una subespecie en peligro de extinción que habita principalmente en la India, así como en Bangladesh, Nepal, Bután y Myanmar. Su población actual en libertad se estima entre 2,500 y 3,000 individuos. Las principales amenazas que enfrenta son la pérdida de hábitat por la deforestación, la caza furtiva para el comercio ilegal de sus partes y los conflictos con comunidades humanas. Para su conservación, se han creado reservas naturales y parques nacionales, y desde 1973 India lidera el Proyecto Tigre, enfocado en proteger áreas críticas. Además, se utilizan tecnologías como cámaras trampa y collares GPS para monitorear su población. Organismos internacionales como el WWF y el Global Tiger Forum impulsan programas de cooperación como el Tx2, que busca duplicar la población mundial de tigres. Gracias a estas acciones, países como India y Nepal han reportado aumentos importantes en sus poblaciones de tigres en los últimos años.